# Кострома
Кострома (рус. Кострома) град је у Русији и административни центар Костромске области. Налази се око 372 km североисточно од Москве, на ушћу истоимене реке у реку Волга. Према попису становништва из 2010. у граду је живело 268.617 становника.
Кострома је један од најстаријих и архитектонски најбогатијих градова Русије. Убраја се у Златни прстен градова.

## Становништво
Према прелиминарним подацима са пописа, у граду је 2010. живело 268.617 становника, 10.133 (3,64%) мање него 2002.
| 1939.   | 1959.   | 1970.   | 1979.   | 1989.   | 2002.   | 2010.   |
| ------- | ------- | ------- | ------- | ------- | ------- | ------- |
| 121.325 | 171.720 | 223.042 | 254.725 | 278.414 | 278.750 | 268.742 |

## Градови побратими
- Ахен
- Дарам
- Дарам
- Хивинке
- Беране
- Цетиње
- Самоков
- Очамчира
- Врбас